# Giuseppe Giampà
Giuseppe Giampà (fl. XIX secolo) è stato un giornalista e patriota italiano.

## Biografia
Avvocato a Girifalco, giornalista calabrese e vecchio garibaldino, di idee filo-unitarie repubblicane e fondatore del foglio politico "La luce calabra". Si trattava di una rivista dichiaratamente repubblicana, pubblicata a Catanzaro, che venne anche sottoposta a ripetuti sequestri e processi, e le cui vicende lo portarono in contatto  epistolare con Giuseppe Garibaldi e Giuseppe Mazzini che gli espressero la loro solidarietà .
Nel 1865 è tra i fondatori a Catanzaro di una società letteraria, intitolata al patriota calabrese Alessandro Poerio, creata allo scopo di far crescere nella gioventù l'amore verso gli studi e per lo sviluppo della cultura nelle classi popolari, gli scopi della società includevano l'organizzazione di attività di esercizio fisico come la scherma e la pratica del tiro a segno   .
Tra il 1869 e il 1870, insieme a Ricciotti Garibaldi e Raffaele Piccoli ideò e tentò di creare la Repubblica di Filadelfia, dove sostenne l'ideale repubblicano di Mazzini. Dopo la repressione incruenta del moto repubblicano da parte delle truppe regie, venne arrestato nel maggio 1870 per i disordini provocati.